# Рене Грусе
Рене Грусе (фр. René Grousset; Убе, 5. октобар 1885 — Париз, 12. септембар 1952) је био француски историчар и члан Француске академије.

## Биографија
Рођен је 1885. године у Убеу у департману Гар. Дипломирао је историју на универзитету у Монпељеу. Своју каријеру започео је убрзо након тога. Учествовао је у француској војсци у Првом светском рату. Од 1925. године је кустос у париском музеју Гиме и секретар часописа Journal asiatique. До 1930. године објавио је пет великих радова о азијским и оријенталним цивилизацијама. Именован је 1933. године за директора Кернуши музеја у Паризу и кустоса његовог азијског одељка. Пре избијања Другог светског рата Грусе је објавио своја два најзначајнија дела: Историја крсташких ратова (1934-1936) и Царство степа (1939). Отпуштен је од стране Вишијевске владе током Другог светског рата. Током рата се бавио приватним истраживањима и објавио је три књиге о Кини и Монголима. Након завршетка рата је наставио да управља музејом Кернуши. Од 1946. године члан је Француске академије на позицији 36. Између 1946. и 1949. године објавио је радове у којима обрађује малоазијску и блискоисточну историју. Умро је 1952. године у Паризу у 67. години живота. 

## Дела
1922 - Histoire de l'Asie
1923 - Histoire de la philosophie orientale
1924 - Le réveil de l'Asie
1926 - L'épopée des Croisades
1928 - La Grèce et l'Orient, des guerres médiques à la conquête romaine
1929 - Histoire de l'Extrême-Orient
1929 - Sur les traces de Bouddha, tableau du VIIe siècle bouddhique
1929-1930 - Les civilisations de l'Orient
1931 - Les philosophies indiennes
1934-1936 - Histoire des Croisades et du royaume franc de Jérusalem
1936 - L'art de l'Extrême Orient : paysages, fleurs, animaux
1937 - De Venise à Pékin au XIVe siècle : Odoric de Pordenone
1939 - Les sculptures des Indes et de la Chine
1939 - L'empire des steppes : Attila, Gengis-Khan, Tamerlan
1941 - L'empire mongol
1941 - L'Asie orientale, des origines au XVe siècle
1942 - Histoire de Chine
1944 - Le conquérant du monde : vie de Gengis-Khan
1945 - L'Europe orientale de 1081 à 1453
1946 - L'empire du Levant : histoire de la question d'Orient
1946 - Bilan de l'histoire
1947 - Histoire de l'Arménie des origines à 1071
1948 - De la Grèce à la Chine
1949 - Figures de proue
1950 - Les premières civilisations
1950 - De l'Inde au Cambodge et à Java
1951 - De la Chine au Japon